# Cayo Green
El Cayo Green (en inglés: Green Cay) es una isla deshabitada que administrativamente hace parte del territorio británico de ultramar conocido como las Islas Vírgenes Británicas en el Caribe. Se encuentra entre el extremo oriental de la isla Jost Van Dyke Pequeña y la isla Tórtola. Se trata de una isla de 14 acres de superficie.